# Khedive Ismail (Schiff)
Die Khedive Ismail war ein 1922 in Dienst gestellter Passagier- und Frachtdampfer, der zunächst unter chilenischer und ab 1935 unter ägyptischer Flagge fuhr und 1940 dem Ministry of War Transport (MoWT) übergeben wurde. Dabei unterstand das Schiff dem Management der britischen Reederei British India Steam Navigation Company und diente als Truppentransporter.
Am 12. Februar 1944 wurde die Khedive Ismail im Indischen Ozean von dem japanischen U-Boot I-27 torpediert und sank in zwei Minuten, wodurch 1297 Besatzungsmitglieder, Militärangehörige und Krankenschwestern ums Leben kamen. Es gab 214 Überlebende. Bei der Versenkung handelt es sich in Bezug auf die Anzahl der Todesopfer um den drittschwersten Schiffsverlust auf alliierter Seite im Zweiten Weltkrieg und den größten Verlust von weiblichem Militärpersonal (77 Frauen) bei einer Schiffsversenkung in der Geschichte des Commonwealth of Nations.

## Geschichte

### Passagierschiff unter chilenischer Flagge
Das 7290 BRT große Dampfschiff Khedive Ismail wurde auf der Bauwerft Scotts Shipbuilding and Engineering Company (kurz Scotts genannt) in der schottischen Hafenstadt Greenock gebaut (Baunummer 516). Das Passagier- und Frachtschiff lief am 11. Februar 1922 unter dem Namen Aconcagua für die chilenische Reederei Compañia Sud Americana de Vapores (CSAV) mit Sitz in Valparaíso vom Stapel.
Der Dampfer war 128,87 Meter lang, 17,13 Meter breit und hatte einen maximalen Tiefgang von 9,27 Metern. Die Aconcagua hatte ein identisches Schwesterschiff, die Teno (Baunummer 517), die am 5. September 1922 bei derselben Werft vom Stapel lief. Beide Schiffe hatten zwei Propeller, einen Schornstein, zwei Masten und wurden mit vier Dampfturbinen der Marke Curtis Brown angetrieben, die ebenfalls bei Scotts fabriziert wurden und 1469 nominale Pferdestärken leisten konnten. Die Höchstgeschwindigkeit lag bei 17 Knoten (31,48 km/h).
Die Aconcagua und die Teno, die beide nach chilenischen Flüssen benannt wurden, wurden für den expandierenden Passagier- und Frachtverkehr an der Ostküste Nord- und Südamerikas gebaut. Sie konnten 106 Passagiere in der Ersten und 88 in der Dritten Klasse transportieren und liefen von verschiedenen Häfen in Chile durch den Panamakanal nach New York und zurück. Für eine solche Überfahrt wurden acht Wochen benötigt. Beide Schiffe waren den Verhältnissen entsprechend groß und sehr luxuriös ausgestattet. Sie verfügten über Zweibett-Luxuskabinen und geräumige Aufenthaltsräume, wie einen Rauchsalon, einen Musiksalon, mehrere Speisesäle und einen Gymnastikraum.

### Passagierschiff unter ägyptischer Flagge
Im Juni 1931 wurden beide Schiffe in Valparaíso aus dem Verkehr gezogen und anschließend an die schottische Reederei Lithgows Ltd. mit Sitz in Port Glasgow in Zahlung gegeben. Dieser Vorgang sorgte für einen Aufschrei in Chile, als die landesweiten Zeitungen bekannt gaben, dass die Teilhaber der Compañia Sud Americana de Vapores nicht darüber informiert worden waren. Daraufhin wurden die Schiffe wieder zum Verkauf angeboten.
Im Dezember 1932 wurden sie in der Meerenge Kyles of Bute am nördlichen Ende der Isle of Bute (Schottland) aufgelegt, bis sie Ende 1934 in die nahe Kames Bay verlegt und schließlich an eine sicherere Anlegestelle in dem Küstenort Tighnabruaich kamen. Im März 1935 wurden beide Dampfer für je 75.000 Pfund Sterling (nach damaligem Geldwert) an die ägyptische Reederei Khedivial Mail Steamship and Graving Dock Co. Ltd. verkauft, die ihren Sitz in Alexandria hatte. Die Aconcagua wurde in diesem Zuge in Khedive Ismail (nach Ismail Pascha, Vizekönig von Ägypten 1863–1879) benannt und in London registriert, während die Teno den neuen Namen Mohamed Ali el-Kebir (nach Mohamed Ali el-Kebir oder Mohamed Aly Al Kebir, Vizekönig von Ägypten 1805–1848) erhielt und in Alexandria registriert wurde.
Die beiden Schiffe wurden von ihren neuen Eignern im Mittelmeerdienst zwischen Alexandria und Marseille eingesetzt und liefen auf dieser Route die Häfen von Piräus, Neapel, Genua und später auch Haifa und Malta an. Am 7. Oktober 1938 wurden alle Anteile der Khedivial Mail Steamship and Graving Dock Co. Ltd. an die Pharaonic Mail Line S.A.E mit Sitzen in Kairo und Alexandria verkauft. Auch die Khedive Ismail und die Mohamed Ali el-Kebir gingen an diese Reederei über.
Nach Kriegsausbruch fuhr die Khedive Ismail nur noch von Alexandria nach Ostafrika, um längere Aufenthalte im Mittelmeer zu vermeiden. Die Mohamed Ali el-Kebir wurde im März 1940 von der britischen Admiralität angefordert und zunächst als Versorgungsschiff und später als Truppentransporter verwendet. Nur wenige Monate später, am 7. August 1940, wurde das Schiff vor der nordirischen Küste von dem deutschen U-Boot U 38 (Kapitänleutnant Heinrich Liebe) versenkt. 96 Besatzungsmitglieder und Soldaten kamen um.

### Truppentransporter im Zweiten Weltkrieg
1940 wurde die Khedive Ismail wie ihr Schwesterschiff von der Admiralität zum Kriegsdienst eingezogen und wie viele andere ehemalige Handelsschiffe dem Ministry of War Transport (MoWT) unterstellt. Das MoWT stellte das Schiff unter das Management der britischen Reederei British India Steam Navigation Company (British India Line).

## Versenkung
Am Sonntag, dem 6. Februar 1944 legte die Khedive Ismail als Teil des Konvois KR-8 vom Kilindini Harbor in Mombasa (Kenia) zu einer Überfahrt nach Colombo auf Ceylon (heute Sri Lanka) ab. Der Konvoi bestand aus fünf Schiffen. Neben der Khedive Ismail waren dies die City of Paris, die Varsova, die Ekma und die Ellenga. Als Begleitschiffe dienten der Schwere Kreuzer Hawkins (Captain John William Josselyn) sowie die Zerstörer Petard (LtCdr Rupert Cyril Egan) und Paladin (Lt. Edward A. S. Bailey).
An Bord der Khedive Ismail befanden sich 1511 Menschen, darunter 178 Besatzungsmitglieder, 996 Offiziere und andere Ränge des East African Artillery’s 301st Field Regiment, 271 Angehörige der Royal Navy, 19 Frauen des Women’s Territorial Service (WTS), 53 Krankenschwestern des Queen Alexandra’s Imperial Military Nursing Service (QAIMNS) unter Leitung der Oberschwester Eileen Ievers sowie neun Mitglieder der First Aid Nursing Yeomanry (FANY (PRVC)), einer nur aus Frauen bestehenden britischen Wohltätigkeitsorganisation. Auch vereinzelte Zivilisten waren an Bord. Das Kommando hatte Kapitän Roderick William MacAuly Whiteman.
Am frühen Nachmittag des 12. Februar 1944 wurde der Geleitzug der Khedive Ismail im Indischen Ozean in der Nähe des Addu-Atolls etwa auf der Position 01°25'N 72°22'E vom japanischen U-Boot I-27, einem U-Boot-Kreuzer der I-15-Klasse, angegriffen. Das U-Boot, das sich unter dem Kommando von Kaigun-shōsa (Korvettenkapitän) Toshiaki Fukumura befand, griff im „One and a Half Degree Channel“ südlich der Malediven an. Der Dampfer wurde von zwei Torpedos getroffen, brach auseinander und sank innerhalb von zwei Minuten. Während Trümmer und Schiffbrüchige im Meer trieben, tauchte I-27 unter ihnen hinweg. Der U-Boot-Kommandant Fukumura war bekannt dafür, auf Überlebende von durch ihn versenkte Schiffe schießen zu lassen, wie es im Fall des Frachtdampfers Fort Mumford am 20. März 1943 oder des Libertyschiffs Sambridge am 18. November 1943 geschehen war. In beiden Fällen hatte er Maschinengewehrfeuer auf die Besatzungen der Schiffe eröffnen lassen.
Während die HMS Paladin Rettungsboote zu Wasser ließ, um Überlebende zu retten, nahm die HMS Petard die Verfolgung des U-Boots auf und warf mitten unter den Schwimmern Wasserbomben ab. Diese Aktion forderte weitere Todesopfer, doch die Versenkung des U-Boots hatte Priorität vor der Rettung der Überlebenden. Als das Boot zwei Stunden später auftauchte versuchte HMS Paladin es zu rammen, wurde dabei aber selbst schwer beschädigt. Ein Torpedo der HMS Petard versenkte das U-Boot beim siebten Versuch schließlich auf der Position 01.25N 72.22E.
99 der 100 Männer an Bord der I-27 kamen ums Leben.
Ein einziger Überlebender wurde gefangen genommen.
Durch die Versenkung des Truppentransporters Khedive Ismail kamen 1297 Menschen ums Leben, darunter mindestens 78 Frauen. Unter den Toten waren Kapitän Roderick Whiteman, der britische Autor und Kriegskorrespondent Kenneth Gandar-Dower sowie der Schiffschirurg Lieut. Commander Leslie Merrill mit Ehefrau und fünf Monate altem Sohn. 208 Männer und sechs Frauen überlebten. Sie wurden an Bord der Paladin auf das Addu-Atoll gebracht, von wo aus sie die HMS Hawkins am 17. Februar 1944 nach Colombo brachte. Der Untergang stellte den letzten, zugleich aber auch den schwersten Verlust von weiblichem alliiertem Service-Personal im Zweiten Weltkrieg dar. Außerdem handelt es sich um die drittgrößte alliierte Schiffskatastrophe im Zweiten Weltkrieg.